# Rudolf Breuss
Ten artykuł opisuje teorie, metody lub czynności niezgodne ze współczesną wiedzą medyczną.
Rudolf Breuss (ur. 24 czerwca 1899, zm. 17 maja 1990) – austriacki naturopata i zielarz.
Nie miał wykształcenia medycznego. Samodzielnie poznawał wiedzę o znaczeniu ziół, warzyw i owoców dla zdrowia.
Poprzez samodzielne studia i własne obserwacje wypracował 42-dniową dietę jako kurację rzekomo zapobiegającą, jak i leczącą, takie choroby jak nowotwory, białaczka i wiele innych chorób mających metaboliczne uwarunkowania. Kuracja ta polega na zaniechaniu przyjmowania pokarmów stałych na okres 42 dni, w tym okresie można spożywać tylko soki z warzyw i owoców. Jeśli chory jest zbyt słaby może dodatkowo spożywać zupę cebulową.
Ta rzekomo skuteczna terapia ma skłonić organizm do szukania nowych źródeł pokarmu – ma on za nie uznać komórki rakowe i zaatakować je.
Zdaniem lekarzy, podobnie jak w przypadku innych „diet nowotworowych”, nie ma dowodów na jej skuteczność a jest pewne ryzyko wystąpienia szkody.
Łącząc neuropatię i zielarstwo opracował również masaż leczniczy dla osób cierpiących na dyskopatię i inne bolesne schorzenia kręgosłupa. Trzonem masażu jest wspomaganie mechanizmu tzw. „pompy dyfuzyjnej” która odpowiada za zaopatrzenie krążków międzykręgowych w wodę. Nazwany na jego cześć – masaż Breussa, jest do dziś popularny przeważnie na terenach Niemiec oraz Austrii.